# Cataonia mauritanica
Cataonia mauritanica là một loài bướm đêm trong họ Crambidae.